# Tanjong Mesjid (Peusangan)
Tanjong Mesjid is een bestuurslaag in het regentschap Bireuen van de provincie Atjeh, Indonesië. Tanjong Mesjid telt 279 inwoners (volkstelling 2010).